# La cosa dei monti Catskill
La cosa dei monti Catskill è un romanzo fantascientifico del 1984 scritto da Alan Ryan.
È il numero 972 della serie Urania.

## Trama
Durante una gita organizzata da un gruppo di amici sui monti Catskill (luogo dove già era avvenuta la scomparsa di una bambina), un ragazzo in mezzo ai boschi filma involontariamente l'omicidio inspiegabile di una coetanea.
Le indagini dello sceriffo del luogo non riescono a far comprendere l'inspiegabile omicidio filmato.
Dopo varie vicissitudini, lo sceriffo scopre che a commettere l'omicidio della ragazza e della bambina scomparsa è stato un ominide preistorico, uscito dal guscio di pietra che l’aveva preservato vivo per millenni.
Dopo una breve caccia, il gruppo di concittadini, capitanati dallo sceriffo, riesce a trovare e uccidere la creatura.

## Edizioni
- Alan Ryan, La cosa dei monti Catskill, collana Urania Collezione n° 972, traduzione di Roberta Rambelli, Cles, Arnoldo Mondadori, 1984,  p. 158.